# Vật lý xã hội

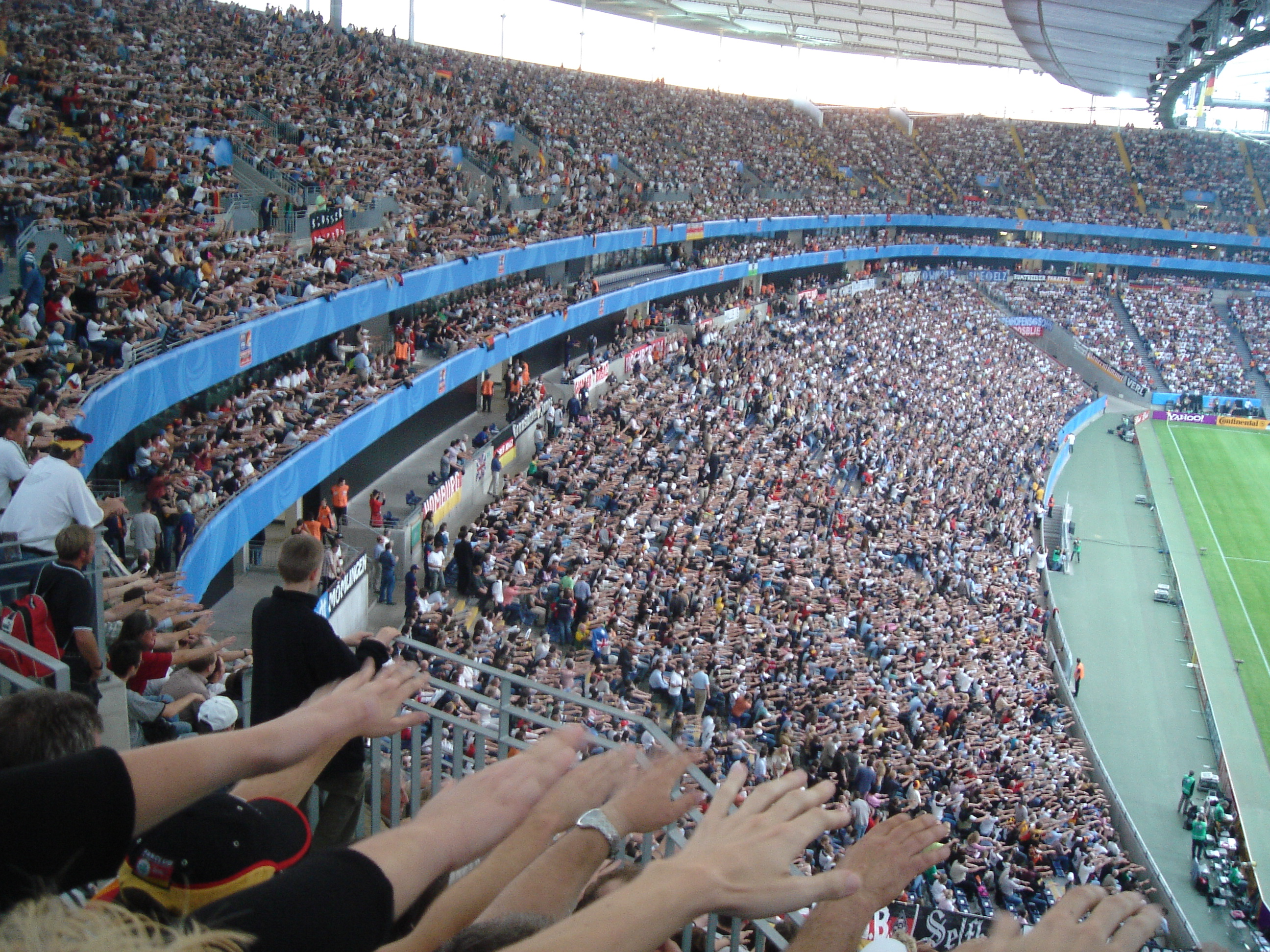
Đám đông sân vận động biểu diễn “làn sóng” tại Confederations Cup 2005 ở Frankfurt.

Vật lý xã hội là một lĩnh vực khoa học trong đó sử dụng các công cụ toán học lấy cảm hứng từ vật lý để hiểu được hành vi của đám đông. Trong một sử dụng thương mại hiện đại, nó cũng có thể đề cập đến việc phân tích các hiện tượng xã hội với dữ liệu lớn.
Vật lý xã hội có liên quan chặt chẽ với vật lý kinh tế trong đó các nhà nghiên cứu sử dụng các phương pháp vật lý để mô tả kinh tế.

## Lịch sử
Các yếu tố đầu tiên của vật lý xã hội đã được phác thảo trong cuốn sách đầu tiên của nhà tư tưởng xã hội học người Pháp, Henri de Saint-Simon, cuốn sách 1803 Lettres d'un Habitant de Geneve, đưa ra ý tưởng mô tả xã hội bằng cách sử dụng các định luật tương tự như khoa học vật lý và sinh học. Sinh viên và cộng tác viên của ông là Auguste Comte, một triết gia người Pháp được coi là người sáng lập xã hội học, người đầu tiên định nghĩa thuật ngữ vật lý xã hội trong một bài luận xuất hiện trong Le Producteur, một dự án tạp chí của Saint-Simon. Comte định nghĩa vật lý xã hội là 
 Vật lý xã hội là khoa học chiếm lĩnh các hiện tượng xã hội, được coi trong cùng một ánh sáng với các hiện tượng thiên văn, vật lý, hóa học và sinh lý, nghĩa là phải tuân theo các quy luật tự nhiên và bất biến, phát hiện ra nó là đối tượng đặc biệt của nghiên cứu của nó.
 Sau Saint-Simon và Comte, nhà thống kê người Bỉ Adolphe Quetelet, đề xuất rằng xã hội được mô hình hóa bằng xác suất toán học và thống kê xã hội. Cuốn sách năm 1835 của Quetelet, Tiểu luận về Vật lý xã hội: Con người và sự phát triển của các Khoa của ông, phác thảo dự án vật lý xã hội được đặc trưng bởi các biến đo lường theo phân phối bình thường và thu thập dữ liệu về nhiều biến số như vậy. Một giai thoại thường xuyên được nhắc tới là khi phát hiện ra rằng Comte Quetelet đã chiếm đoạt thuật ngữ 'vật lý xã hội', ông thấy cần phải phát minh ra một thuật ngữ mới 'sociologie' (xã hội học) vì ông không đồng ý với bộ sưu tập các thống kê của Quetelet.
Đã có một vài thế hệ khác của các nhà vật lý xã hội. Thế hệ đầu tiên bắt đầu với Saint-Simon, Comte và Quetelet, và kết thúc vào cuối những năm 1800 với nhà sử học Henry Adams. Vào giữa thế kỷ 20, các nhà nghiên cứu như nhà vật lý thiên văn người Mỹ John Q. Stewart và nhà địa lý người Thụy Điển Reino Ajo, đã chỉ ra rằng sự phân bố không gian của các tương tác xã hội có thể được mô tả bằng mô hình trọng lực. Các nhà vật lý như Arthur Iberall sử dụng một cách tiếp cận homeokinetics để nghiên cứu các hệ thống xã hội như hệ thống tự tổ chức phức tạp. Ví dụ, phân tích gia đình của xã hội cho thấy rằng người ta phải tính đến các biến dòng chảy như dòng năng lượng, vật liệu, hành động, tốc độ tái tạo và trao đổi giá trị. Gần đây đã có một số lượng lớn các giấy tờ khoa học xã hội có sử dụng toán học một cách rộng rãi tương tự như vật lý, và được mô tả như là " khoa học xã hội tính toán ".